# Hagerstown (Indiana)
Hagerstown é uma cidade  localizada no estado americano de Indiana, no Condado de Wayne.

## Demografia
Segundo o censo americano de 2000, a sua população era de 1768 habitantes.
Em 2006, foi estimada uma população de 1661, um decréscimo de 107 (-6.1%).

## Geografia
De acordo com o United States Census Bureau tem uma área de
3,6 km², dos quais 3,6 km² cobertos por terra e 0,0 km² cobertos por água. Hagerstown localiza-se a aproximadamente 340 m acima do nível do mar.

## Localidades na vizinhança
O diagrama seguinte representa as localidades num raio de 12 km ao redor de Hagerstown.